# Sugiyama (violão)

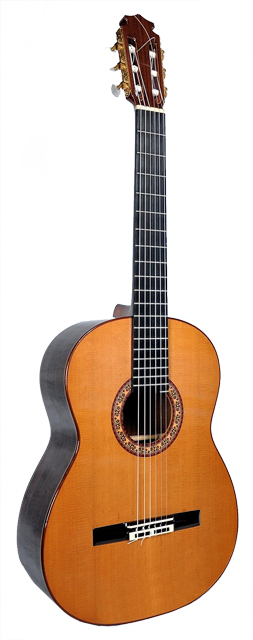
Violão Sugiyama com tampo de cedro do oregon.

Sugiyama é a marca dos violões construídos pelo luthier japonês Shigemitsu Sugiyama, oriundo da província de Shizuoka, que se mudou para o Brasil em 1937 e fixou residência na cidade de São Paulo.

## Luthier
Shigemitsu começou a trabalhar na fábrica Giannini de violões em 1974, em São Paulo, e após sua demissão alguns anos depois devido a crise econômica no Brasil, começou a produzir seus próprios instrumentos. Viajou muitas vezes para o Rio de Janeiro para visitar o violonista Turibio Santos, que opinava e, desse modo, ajudou o luthier a atingir uma boa qualidade sonora no produto final.

## Processo de construção
O luthier armazena, em sua oficina, pilhas de madeiras 
de regiões frias (cedro do Oregon e pinho alemão) e quentes (jacarandá, mogno, ébano, pau-rosa indiano e pau-brasil), estocadas de dez a doze anos num ambiente de estufa, entre 35° e 40 °C.
Somente 5% das madeiras produzirão instrumentos de primeira linha. Antes de chegar à fase final a estrutura do violão descansa por mais quatro anos, em outra estufa constantemente aquecida a 30 °C.
O braço de mogno é unido ao tampo e à  escala de ébano. Na parte interna são posicionados pequenos filetes de pau-brasil que garantem ao instrumento um timbre cristalino.
Sugiyama foi o primeiro luthier a usar o pau-brasil na construção de um violão. Em 2018, disse à Folha de S.Paulo:

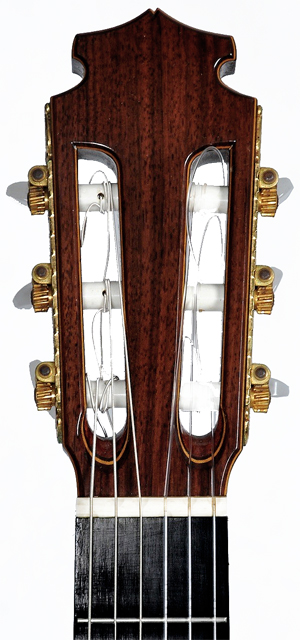
Mão do instrumento.

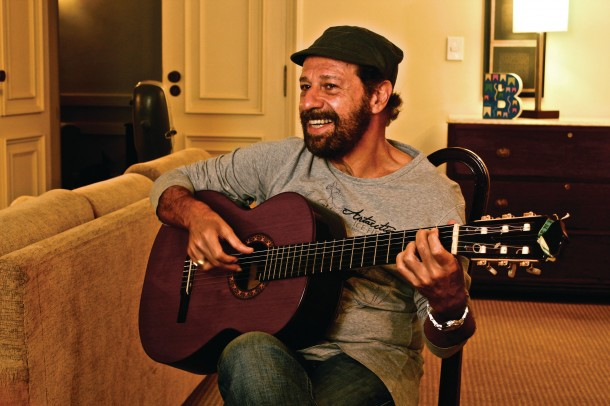
João Bosco com um violão Sugiyama.

| “ | A maior dificuldade é que para um violão ficar bom pode levar 30 anos, isso se o instrumento for tocado constantemente. Se somarmos o tempo médio de secagem da madeira, outros 30, e de estufa, em média dez anos, um violão precisa de cerca de sete décadas para alcançar o som ideal. | ” |

## Violonistas
Violonistas que usaram os instrumentos feitos por Sugiyama:
- Chico Buarque
- João Bosco
- Paulinho da Viola
- Toquinho
- Turíbio Santos, entre outros.

## Áudio
- Amostragem de áudio. Fragmento com dois violões. O violão com cordas de aço é um Yamaha e o violão com cordas de nylon é um Sugiyama com tampo de cedro do Oregon.